# Pokémon Rumble
Pokémon Rumble, conocido en Japón como Ransen! Pokémon Scramble! (乱戦！ポケモンスクランブル Ransen! Pokemon Sukuranburu?, lit. Melee! Pokémon Rumble), es un videojuego de acción de la serie Pokémon Rumble, creado por Ambrella y publicado por Nintendo y The Pokémon Company, donde el jugador maneja un Pokémon  "de juguete" que con sus habilidades tiene que vencer a otros pokémon adversarios, superar niveles, etcétera. El juego pueden jugarlo de 1 a 4 jugadores y se puede jugar con el Wiimote o bien con el control de la consola GameCube.
Pokémon Rumble salió a la venta el 16 de junio de 2009 en Japón, el 16 de noviembre de 2009 en Estados Unidos y el 20 de noviembre de 2009 en Europa. El juego salió en formato digital para WiiWare (Wii) y se podía descargar a través del Canal Tienda Wii por 1500 Wii Points. También estaba disponible la descarga de su versión demo.

## Características
Pokémon Rumble posee dos partes, la parte normal y la parte avanzada. La parte normal posee pokémon de primera generación, y la parte avanzada de primera y cuarta generación. El juego consiste en avanzando fases, venciendo diferentes pokémon, los cuales podemos capturar o bien, nos darán dinero que podremos usar para comprar alguna habilidad al azar o comprar algún pokémon. También podremos soltar a los pokémon que ya no queramos y a cambio nos darán dinero, y si se hace cierta combinación nos pueden dar un ticket para "canjear" algún pokémon raro (Mewtwo, Dialga, Palkia, etc.). Otra característica, es la utilización de códigos para conseguir ciertos pokémon que no se pueden conseguir jugando, estos códigos fueron dados por la página oficial de Pokémon Rumble, y así se pueden conseguir pokémon como Mew o Rattata shiny (brillante).
Es compatible con la memoria interna del control de Wii para poder transportar algunos pokémon.
Finalizando los dos modos ya mencionados, se desbloquea el modo experto (o EX), donde los niveles están mezclados y los pokémon son mucho más fuertes que los de normal y avanzado, también en este modo el Battle Royale tiene 4 etapas las cuales son los Battle Royals anteriores pero dos veces seguidas, por ejemplo el battle royal de clase C normal y luego el Battle Royal clase C avanzado.

## Códigos
En Pokémon Rumble pueden introducirse códigos para obtener Pokémon.
He aquí algunos códigos del juego:
Mew 5221-9548, Eevee 5631-9548, Shaymin 6838-5121, Bulbasaur 6921-013, Charmander 5982-9039, Squirtle 1250-2002 & Giratina 3280-5739
NTSC
7540-5667 	Cherrim Positive Forme
5468-6284 	Shaymin (Sky Form)
5575-2435 	Shiny Bidoof
9849-3731 	Shiny Rattata
8322-3706	Giratina (Origin Form)
0511-0403	Eevee
6824-2045	Squirtle
9580-1423	Blastoise
7968-4528	Charizard
7927-6161	Charmander
1589-3955	Venusaur
9561-8808	Mew
9900-2455	Piplup
8672-1076	Turtwig
8109-8384	Chimchar                   
2334-0283       Lucario
Japón
9236-7400	Bibarel
9600-4319	Charizard
1923-1298	Cherrim
0331-4118	Chimchar
5873-1954	Eevee
3111-7449	Electivire
7702-2229	Leafeon
9721 3750	Lucario
6614-0248	Mew
6295-6406	Ninetales
3421 4198	Origin Forme Giratina
7653-3521	Parasect
2110-9011	Pikachu
9986-3607	Probopass
3884-9402	Rattata
0752-0878	Regigigas
9966-1569	Rotom
7837-7094	Sky Forme Shaymin
2405-3396	Snorlax
9266-8795	Togekiss
9338 1684	Vaporeon
8106-8836	Zapdos

Europa
6921-0136	Bulbasaur
5982-9039	Charmander
5631-9548	Eevee
5221-1368	Mew
6838-5121	Sky Forme Shaymin
1250-2002	Squirtle
1824-8991 Garchomp

## Jefes de las rutas de captura en modo normal
Bosque Sereno C - Ivysaur, Pradera Viento C - Persian, Caverna Gravilla C - Arbok, Fundición Llameante C - Charmeleon, Playa Luz C - Wartortle, Torre Eterna C - Marowak
Bosque Sereno B - Raichu, Pradera Viento B - Pidgeot, Caverna Gravilla B - Rhydon, Fundición Llameante B - Magmar, Playa Luz B - Jynx, Torre Eterna B - Electabuzz
Bosque Sereno A - Venusaur, Pradera Viento A - Aerodactyl, Caverna Gravilla A - Lapras, Fundición Llameante A - Charizard, Playa Luz A - Blastoise, Torre Eterna A - Gengar
Bosque Sereno S - Snorlax, Pradera Viento S - Dragonite, Caverna Gravilla S - Articuno, Fundición Llameante S - Moltres, Playa Luz S - Gyarados, Torre Eterna S - Zapdos

## Recepción
El juego recibió generalmente reseñas mixtas.

## Enlaces relacionados
- Pokémon
- Pokémon Red y Blue
- Wii
- WiiWare

- Datos: Q2601242